# Mongiardino Ligure
Mongiardino Ligure est une commune italienne de la province d'Alexandrie, dans la région Piémont.

## Administration
| Période                                  | Période | Identité | Étiquette | Qualité |
| ---------------------------------------- | ------- | -------- | --------- | ------- |
|                                          |         |          |           |         |
| Les données manquantes sont à compléter. |         |          |           |         |

### Hameaux
Salata, Maggiolo, Vergagni, Rovello Inferiore, Montemanno, Gordena

### Communes limitrophes
Cabella Ligure, Carrega Ligure, Isola del Cantone, Roccaforte Ligure, Rocchetta Ligure, Vobbia